# Моту (народ)

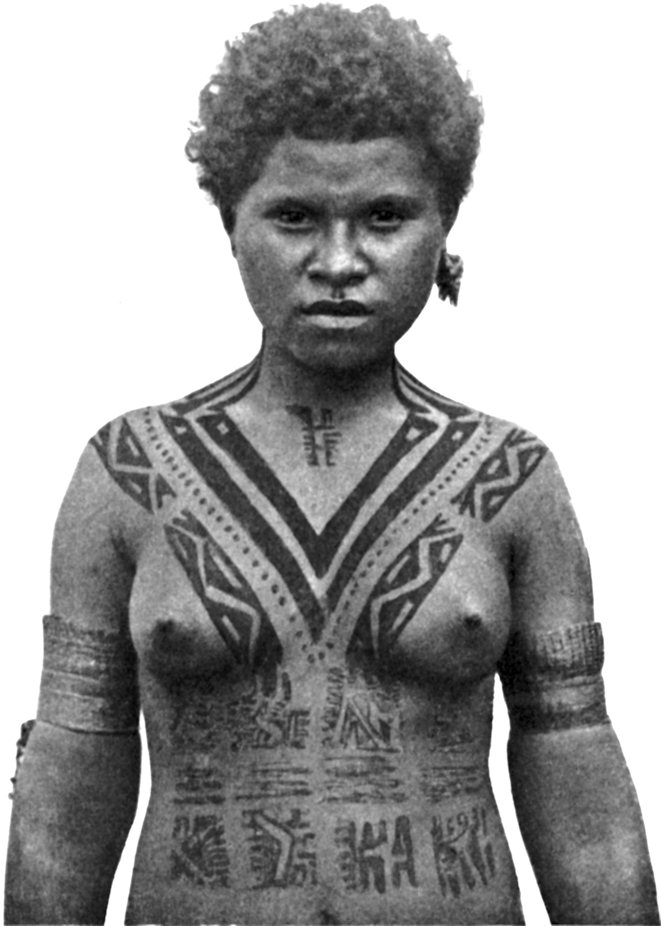
Аборигенка народа моту с характерными татуировками на теле. Фото 1912 год

Моту (англ. Motu people, моту:Motu) — австронезийская народность, проживающая на южном побережье Папуа — Новой Гвинеи, главным образом в Национальном столичном округе (Папуа — Новая Гвинея). Основной язык — моту относится к Океанийским языкам Австронезийской семьи (около 14 000 носителей).

## Культура
Немецкий географ и этнолог Фридрих Ратцель в своей книге «Истории человечества» описывая татуировки Меланезии он отметил, что среди относительно светлокожих моту он обнаружил татуировки с узорами, схожими с татуировками Микронезии. Он также сообщил, что старые женщины народа моту очерняли тело какой-то землей, которая придает блеск напоминающий черный свинец. Считалось, что это знак траура.
Чарльз Габриэль Селигман вступивший в контакт с моту в 1904 году отметил, что, в отличие от многих своих соседей по региону, моту не практиковали экзогамию. Каждый год они практиковали хири, когда члены общины совершали торговые плавания по заливу Папуа с целью продажи керамических изделий.  Глиняную посуду для продажи через хири изготовляли женщины.
Несмотря на усиление вестернизации, моту по-прежнему придерживаются некоторых традиционных практик. К ним относятся ценность традиционной музыки и танцев, соблюдение выкупа невесты и сохранение большинства прав на землю в регионе Порт-Морсби.

## Численность и расселение
Моту проживают на южном побережье Папуа — Новая Гвинеи, примерно 80 километров вдоль берега в обе стороны от, Порт-Морсби. Считается, что моту поселились здесь не менее двух тысячелетий назад. Моту и народ коитабу являются коренными жителями и владельцами земли, на которой стоит столица. Самая большая деревня моту — Хануабада, расположенная к северо-западу от Порт-Морсби. 
Общая численность — 39 000 человек. Из них 16 000 живет в деревне Хануабада.

## Язык
Их коренной язык также известен как моту и, как и несколько других языков региона, является австронезийским языком.

## Галерея

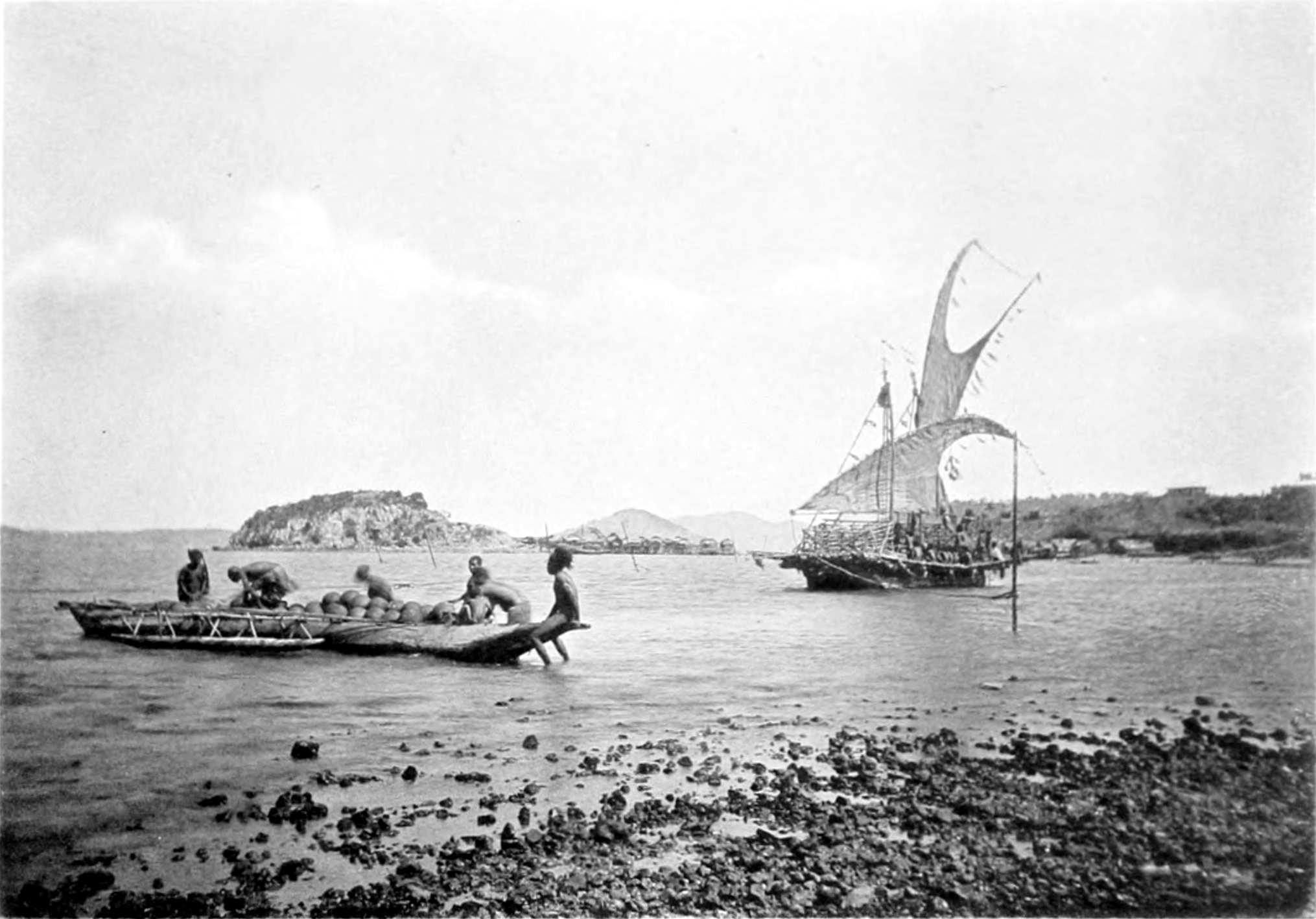
Загрузка «Лакатои» в ходе проведения хири в Порт-Морсби, около 1885 года.
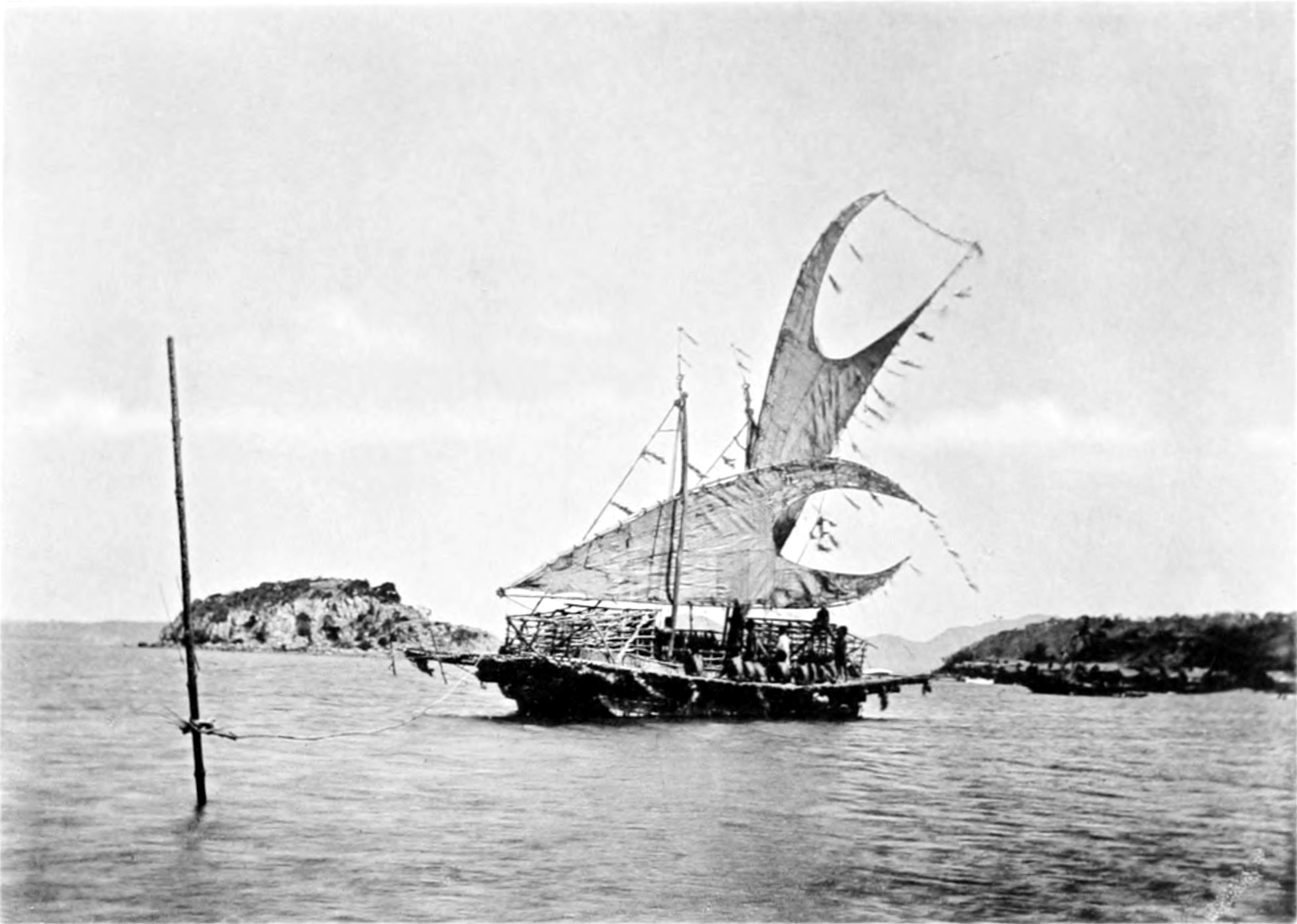
«Лакатой» возле острова Элевала, около 1885 года.

## Примечание
1. ↑  Народы мира: Историко-этнографический справочник/Гл. ред. Ю. В. Бромлей. Ред. коллегия: С. А. Арутюнов, С. И. Брук, Т. Ф. Жданко и др.— М.: Советская Энциклопедия, 1988.— 624 с.: ил., 6 л. цв. карт.
2. ↑  Melanesian tattooing, painting and hair dressing. web.archive.org (6 июля 2011). Дата обращения: 18 декабря 2022. Архивировано из оригинала 6 июля 2011 года.
3. ↑  The Melanesians of British New Guinea,. Library of Congress, Washington, D.C. 20540 USA. Дата обращения: 18 декабря 2022. Архивировано 18 декабря 2022 года.
4. ↑  Winston, Robert M. L., Wilson, Don E. Human. — Лондон: DK Pub, 2004. — 462 с. — ISBN 0-7566-0520-2.
5. ↑  Влад Сохин. Как живет народ моту в Папуа — Новой Гвинее | Вокруг Света. www.vokrugsveta.ru. Дата обращения: 21 декабря 2022. Архивировано 21 декабря 2022 года.